# 東都書房
東都書房（とうとしょぼう）は、講談社内に1956年（昭和31年）から1975年（昭和50年）まで設置されていた、独立採算制の出版部局である。独自の法人格は持っておらず、子会社ではない。講談社本体とは別に、別動隊として独自の出版活動を行い、部局廃止後も講談社の別名義として使用された例がある。

## 沿革

### 審議室から企画室へ
東都書房の前身となったのは、講談社総務局内に1953年（昭和28年）に設置された「審議室」である。これは、雑誌の廃刊などで行き場のなくなったベテラン編集者の受け皿として設置された部署であり、「審議室」という名称ではあるが、実際には当時の出版・編集現場が企画しそうにない出版企画を担当する部署として機能していた。
1954年（昭和29年）、役員室が『講談全集』の企画を提出したが、出版担当をはじめ宣伝、販売の各部門からも「いまさら講談全集でもないだろう」と反対され、審議室が担当することになった。この全集は戦前の講談書を編集者がリライトしたものであったが、予想をはるかに超える好評で、1954年6月から1955年（昭和30年）10月にかけて3期全45冊が刊行され、当時の貨幣価値で1億円以上の利益をあげることになった。
この『講談全集』の成功が、「東都書房設立の隠れた動機」とされる。審議室は1955年5月に企画室と改称された。

### 東都書房の発足
1954年6月21日、当時の講談社社長・野間省一は、部課長会議において「社長白書」と呼ばれるプリントを配布し、経営危機を訴えるとともに社内改革を求めた。これを受け、業務改善のための提言を目的として、1955年5月30日に「社業刷新委員会」が発足した。同委員会は同年9月7日に答申書を提出したが、その中には別名義による新出版社設立という提案が含まれていた。この答申に基づき、11月4日に「別会社設立委員会」が発足し、具体的な案を1956年（昭和31年）1月23日に報告した。
討議の結果、講談社から分離・独立した別法人を設立するのではなく、講談社内の機構の中の一部門という形で、講談社とは名義を別とする独立採算制の出版社を設立することが決定された。出版ジャンルとしては、これまで講談社がやっていない部門、やりたくてもやれなかった分野への進出を図るとされた。社名については社内公募を行い、1956年4月5日に役員会で「東都書房」と決定した。
これに伴い、企画室が総務局から独立して局相当の部局に格上げされ、室内に東都書房が設置された。初代代表には、監査役で企画室代表であった高橋哲之助が就任した。
当初は若者向きの教養もの、文芸もの、実用もの、商業シリーズの4部門を出版するとされ、のちに児童ものと推理小説が加わった。シンボルマークは川端龍子がデザインした。
1956年6月4日、最初の出版物として『永井荷風選集』第1巻「夏すがた」と、三角寛『山窩綺談』全3巻を同時発売。この日が東都書房の実質的な発足日とされる。

### 『挽歌』と『コタンの口笛』のベストセラー
1956年12月26日、当時まだ無名の新人作家であった原田康子の長編小説『挽歌』を発売した。同書は活発な宣伝活動もあって67万2000部のベストセラーとなり、第8回女流文学者賞を受賞、1957年には五所平之助監督により映画化もされた。これにより、東都書房の名も一躍高まることになった。
1957年12月には石森延男の児童文学『コタンの口笛』を刊行。元児童出版部長大杉久雄の企画で、A5判箱入2分冊という、児童文学作品としては異例のボリュームであったが、大きな反響を呼び10万部を発行、第1回未明文学賞と第5回産経児童出版文化賞を受賞、1959年には成瀬巳喜男監督により映画化された。元『キング』編集長で東都書房の編集者であった原田裕は、『挽歌』も『コタンの口笛』も、いずれも北海道が舞台であったことから、北海道ブームと結びついて波紋が広がっていったのではないかと推測している。

### 「東都書房の推理もの」
1959年ごろから推理小説の刊行に力を入れはじめ、『松本清張選集』全5巻（1959年4月 - 6月）、『日本推理小説大系』全16巻（1960年4月 - 61年7月）などを刊行。佐野洋、樹下太郎、笹沢佐保ら新人作家の作品を積極的に刊行した。1961年5月からは、「全部新作、全部長篇」を謳った新書版の『東都ミステリー』の刊行を開始し、1964年までに53冊を刊行した。他にも『現代長編推理小説全集』全16巻（1961年7月 - 11月）、『世界推理小説大系』全24巻・別巻1（1962年6月 - 1965年12月）など、推理小説関係の大型企画やシリーズ、単行本を次々と刊行し、「東都書房の推理もの」といわれるほどの活動を展開した。日本推理作家協会編の『推理小説年鑑』の発行も、1963年版から1966年版まで行っている（宝石社から移籍、以後は講談社に移籍）。
原田裕によれば、「純文学のほうは講談社の出版局があるわけだから、結局探偵小説をやるのが気楽だった」といい、また書き下ろし中心となったのは独自の雑誌がなかったからだという。
『東都ミステリー』では、今日泊亜蘭の長編SF『光の塔』（1962年）も刊行している。推理小説の次にSFを出版したがっていた原田が、ミステリーの一種だとごまかしてねじ込んだものという。原田は『東都SF』も企画し、眉村卓、広瀬正、小松左京、筒井康隆らに依頼したが、眉村の『燃える傾斜』（1963年）を出しただけで中断。広瀬の『マイナス・ゼロ』も完成していたが、原田が東都書房から講談社の教科書局に引き抜かれたこともあって、刊行できずに終わった（『マイナス・ゼロ』はのち、1970年に河出書房新社より刊行）。

### 後退と廃止
文芸部門では『林芙美子作品集』全7巻（1964年 - 1965年）、『戦争の文学』全8巻（1965年）、『現代文学』全30巻（東都書房創業10周年記念出版、1965年 - 1966年）、『名作文庫』全12冊（1965年）、城山三郎『企業小説シリーズ』全7冊、笹沢佐保『推理小説シリーズ』全6冊などがあるが、講談社の文芸部門との兼ね合いもあって徐々に後退していく。
昭和40年代後半に入ると講談社本体の書籍出版が多様化したため、東都書房独自のジャンルはしだいに狭まっていった。
1971年（昭和46年）、企画室代表のポストが廃止され、企画室長が企画室の責任者となった。これにより当初の独立採算制から別会社化という構想は失われ、東都書房は講談社の出版一部局として位置づけられることになった。
1975年（昭和50年）7月23日、機構改変により企画室は廃止され、これにともない東都書房も組織としては消滅した。
ただし、「東都書房」のレーベルは、『日刊ゲンダイ』関連の書籍を、名義上「発行・東都書房、発売・講談社」という形式で出版したようにその後も講談社の関連会社の刊行物の受け皿として使用されている。

## 主な出版物
- 『永井荷風選集』全5巻（1956年6月 - 10月）
- 『松本清張選集』全5巻（1959年4月 - 6月）
- 『東都書房の少年少女小説』（1959年 - ）
- 『日本推理小説大系』全16巻（1960年4月 - 1961年7月）
- 『東都ミステリー』53冊（1961年5月 - 1964年）
- 『現代長編推理小説全集』全16巻（1961年7月 - 11月）
- 『世界推理小説大系』全24巻・別巻1（1962年6月 - 1965年12月）
- 日本推理作家協会編『推理小説年鑑』（1963年 - 1966年） - 宝石社から移籍、以後は講談社に移籍。
- 『東都SF』（1963年） - 1冊のみで中断。
- 『忍法小説全集』全18巻（1964年5月 - 1965年）
- 『山田風太郎の妖異小説』全6巻（1964年）
- 『愛と真実の記録』全6冊（1964年 - 1965年）
- 『捕物シリーズ』全8巻（1964年10月 - 1965年）
- 『林芙美子作品集』全7巻（1964年11月 - 1965年）
- 『戦争の文学』全8巻（1965年）
- 『名作文庫』全12冊（1965年）
- 『現代文学』全30巻（1965年12月 - 1966年）
- 城山三郎『企業小説シリーズ』全7冊（1966年11月 - 1967年）
- 笹沢佐保『推理小説シリーズ』全6冊（1967年）

### 主な受賞出版物
- 原田康子『挽歌』（1956年12月） - 第8回女流文学者賞（1957年）
- 石森延男『コタンの口笛』（1957年12月） - 第5回産経児童出版文化賞、第1回未明文学賞（1958年）
- 金田一京助・荒木田家寿『アイヌ童話集』（1962年6月） - 第16回毎日出版文化賞（1962年）
- 石森延男『バンのみやげ話』（1962年11月） - 第1回野間児童文芸賞（1963年）
- 石川光男『若草色の汽船』（1963年6月） - 第1回野間児童文芸推奨作品賞（1963年）
- 大野允子ほか『つるのとぶ日』（1963年7月） - 昭和39年度児童福祉文化賞（1964年）
- 加藤明治『水つき学校』（1965年12月） - 第8回児童福祉文化賞（1966年）
- 中島河太郎『推理小説展望』（1965年12月） - 第19回日本推理作家協会賞（1966年）
- 西沢正太郎『青いスクラム』（1966年8月） - 第15回小学館文学賞（1966年）
- 香川茂『セトロの海』（1967年4月） - 第5回野間児童文芸賞（1967年）
- 坪田譲治編『びわの実学校名作選』（1969年4月） - 第23回毎日出版文化賞（1969年）[33]

## 主な編集者
- 高橋哲之助 - 企画室（東都書房）初代代表。元監査役[4]。1956年11月23日、『挽歌』の発売直前に脳出血で急逝[34]。
- 黒川清道 - 中里とともに『講談全集』を企画[35]。実用ものを担当[5]。急逝した高橋に代わり第2代代表となる[34]。
- 山口啓志 - 出版局長から病気のため企画室に移籍[36]。若者向けの教養ものを担当[5]。原田康子を発掘[36]。
- 松下嘉行 - 商業ものを担当[12]。
- 木村重義 - 元文芸課長[37]。新人発掘を主眼とした文芸ものを担当[13]。
- 中里辰男 - 黒川とともに『講談全集』を企画[35]。
- 高橋清次 - 『群像』初代編集長。原田康子の『挽歌』を、病気の山口、定年を迎える木村に代わって担当した[37]。
- 大杉久雄 - 元児童出版部長。『コタンの口笛』を担当[38]。
- 原田裕 - 元『キング』編集長。推理小説担当[39]。
- 松井勲 - 初代企画室長[30]。